# Beli Manastir
Beli Manastir (kyrillisk: Бели Манастир, ungarsk: Pélmonostor) er en by i det østlige Kroatien med 7.973 (2021) indbyggere. Det er den vigtigste by i den kroatiske del af Baranja, beliggende i Osijek-Baranja distrikt.

## Navn
Navnet betyder "hvidt kloster" på serbokroatisk. Oprindeligt blev den kaldt Monoštor, det nuværende navn blev vedtaget i 1923. Det er også kendt som Pélmonostor på ungarsk og Manoster på tysk. Navnet Beli Manastir blev første gang nævnt i 1227, da den Ungarske Palatin Moys de Daro,  byggede et kloster på sin ejendom i Pelu.

## Historie
I det 9. århundrede var  området en del af det slaviske fyrstedømme Nedre Pannonien, og her lå et slavisk kloster, som spredte kristendommen blandt slaverne. Efter Methodius døde, blev hans elever udvist, og klostret blev raseret.
Efter ungarernes ankomst i det 10. århundrede blev  området inkluderet i den nystiftede ungarske stat. Byen blev første gang nævnt i 1212 under navnet Pél. Under ungarsk administration blev der bygget et andet kloster her (i det 13. århundrede), men det blev ødelagt af mongolerne i 1241. Det blev senere genopbygget, men blev igen ødelagt under den osmanniske erobring i det 16. århundrede. Mellem det 11. og 16. århundrede hørte området administrativt til Baranya distriktet.
I det 16.–17. århundrede var området en del af Det Osmanniske Rige og tilhørte administrativt Sanjak of Mohaç. Siden slutningen af det 17. århundrede var området en del af det habsburgske monarki og  var en del af det habsburgske kongerige Ungarn.
Indtil slutningen af 2. verdenskrig var indbyggerne Donauschwabere der lokalt kaldtes Stifolder, fordi deres forfædre omkring 1720 kom fra Fuldaegnen..  De fleste af de tidligere tyske bosættere blev fordrevet til det allierede-besatte Tyskland og det allieret-besatte Østrig i 1945-1948, om Potsdamaftalen.
Siden 1918 har byen været en del af kongeriget af serbere, kroater og slovenere (senere omdøbt til Jugoslavien).  Fra 1941 til 1944 blev det besat af Ungarn og blev administrativt inkluderet i Baranya distrikt. Det blev returneret til jugoslavisk kontrol i 1944 og var administrativt en del af Vojvodina indtil 1945, hvor det blev overført til Folkerepublikken Kroatien.
Under den Den kroatiske selvstændighedskrig (1991-1995) blev Beli Manastir besat af serbiske paramilitære og indlemmet sammen med nogle andre byer i Republikken Serbiske Krajina . Det blev returneret til kroatisk kontrol efter krigen efter den korte periode med FN-administration (1996-1998). Beli Manastir er en underudviklet kommune, som statistisk er klassificeret som den første kategori af særlig statslig bekymring af den kroatiske regering. 